# گستره صوتی
گستره صوتی یا منطقه صوتی، محدوده یا یک گسترهٔ کروماتیک از یک ساز موسیقی است که از پایین‌ترین زیروبمی تا بالاترین آن را در بر می‌گیرد و می‌تواند این صداها را تولید کند. در مقابل برای خوانندگی، گستره صوتی وکال است که دامنهٔ بم‌ترین صدا تا زیرترین صدا را مشخص می‌کند.

## مثال
نمایش نت «دو» وسط در چهار منطقهٔ صوتی:

کلیدهای مختلف برای استفاده در هر منطقهٔ صوتی (موسیقی) و نمایش نتِ «دو وسط» در هر کدام از این مناطق صوتی

صفحه کلید پیانو و نمایش محل قرار گرفتن نت «دو» وسط (C_{4}) در پیانو (به رنگ زرد)

همانگونه که در تصاویر بالا مشاهده می‌شود نت «دو» وسط (C4) با هر کلید در جاهای مختلف بر روی پنج خط حامل قرار می‌گیرد (اما در واقع تمامی آنها یک صدا است)